# Aggregata conformis
Aggregata conformis is een soort in de taxonomische indeling van de Myzozoa, een stam van microscopische parasitaire dieren. Het organisme komt uit het geslacht Aggregata en behoort tot de familie Aggregatidae. Aggregata conformis werd in 1851 ontdekt door Diesing.